# Elisabetta di Brandeburgo (figlia di Alberto II di Brandeburgo)
Elisabetta di Bradenburgo (1206 circa – 1231) era membro della dinastia ascanide. Sposò il futuro langravio di Turingia e futuro anti-re Enrico Raspe.

## Biografia
Era la figlia del margravio Alberto II di Bradenburgo e di sua moglie Matilde di Groitzsch, figlia del langravio Corrado II di Lusazia dalla dinastia Wettin.
Nel 1228 sposò Enrico Raspe di Turingia, che anni dopo divenne langravio di Turingia e anti-re di Germania. Il matrimonio non generò figli.
Elisabetta morì nel 1231, all'età di 25 anni, dopo tre anni di matrimonio. Dopo la sua morte, Enrico Raspe si risposò con Gertrude di Babenberg, e dopo la morte di questa, con Beatrice di Brabante. Tutti e tre i suoi matrimoni non generarono figli e dopo la sua morte, l'imperatore diede la Turingia a Enrico III di Meißen, figlio della sorellastra di Enrico Raspe, Giuditta.

## Ascendenza
|                            |                     |                            | Genitori                   |  |  | Nonni |  |  | Bisnonni                 |  |  | Trisnonni             |  |
|                            |                     |                            |                            |  |  |       |  |  | Alberto I di Brandeburgo |  |  | Ottone di Ballenstedt |  |
|                            |                     |                            |                            |  |  |       |  |  | Alberto I di Brandeburgo |  |  | Ottone di Ballenstedt |  |
|                            |                     | Eilika Billung di Sassonia |                            |  |  |       |  |  | Alberto I di Brandeburgo |  |  |                       |  |
| Ottone I di Brandeburgo    |                     |                            |                            |  |  |       |  |  | Alberto I di Brandeburgo |  |  |                       |  |
|                            |                     | Sofia di Winzenburg        | Ermanno I di Winzenburg    |  |  |       |  |  |                          |  |  |                       |  |
|                            |                     | Sofia di Winzenburg        | Ermanno I di Winzenburg    |  |  |       |  |  |                          |  |  |                       |  |
|                            |                     | Sofia di Winzenburg        | …                          |  |  |       |  |  |                          |  |  |                       |  |
| Alberto II di Brandeburgo  |                     | Sofia di Winzenburg        |                            |  |  |       |  |  |                          |  |  |                       |  |
|                            |                     | Boleslao III di Polonia    | Ladislao Herman di Polonia |  |  |       |  |  |                          |  |  |                       |  |
|                            |                     | Boleslao III di Polonia    | Ladislao Herman di Polonia |  |  |       |  |  |                          |  |  |                       |  |
|                            |                     | Boleslao III di Polonia    | Giuditta di Boemia         |  |  |       |  |  |                          |  |  |                       |  |
| Giuditta di Polonia        |                     | Boleslao III di Polonia    |                            |  |  |       |  |  |                          |  |  |                       |  |
|                            |                     | Salomea di Berg            | Enrico di Berg             |  |  |       |  |  |                          |  |  |                       |  |
|                            |                     | Salomea di Berg            | Enrico di Berg             |  |  |       |  |  |                          |  |  |                       |  |
|                            |                     | Salomea di Berg            | Adelaide di Mochental      |  |  |       |  |  |                          |  |  |                       |  |
| Elisabetta del Brandeburgo |                     | Salomea di Berg            |                            |  |  |       |  |  |                          |  |  |                       |  |
|                            | Dedi III di Lusazia | Corrado di Meißen          |                            |  |  |       |  |  |                          |  |  |                       |  |
|                            | Dedi III di Lusazia | Corrado di Meißen          |                            |  |  |       |  |  |                          |  |  |                       |  |
|                            | Dedi III di Lusazia | Luitgarda di Ravenstein    |                            |  |  |       |  |  |                          |  |  |                       |  |
| Corrado II di Lusazia      | Dedi III di Lusazia |                            |                            |  |  |       |  |  |                          |  |  |                       |  |
|                            |                     | Matilde di Heinsberg       | …                          |  |  |       |  |  |                          |  |  |                       |  |
|                            |                     | Matilde di Heinsberg       | …                          |  |  |       |  |  |                          |  |  |                       |  |
|                            |                     | Matilde di Heinsberg       | …                          |  |  |       |  |  |                          |  |  |                       |  |
| Matilda di Lusazia         |                     | Matilde di Heinsberg       |                            |  |  |       |  |  |                          |  |  |                       |  |
|                            |                     | Miecislao III di Polonia   | Boleslao III di Polonia    |  |  |       |  |  |                          |  |  |                       |  |
|                            |                     | Miecislao III di Polonia   | Boleslao III di Polonia    |  |  |       |  |  |                          |  |  |                       |  |
|                            |                     | Miecislao III di Polonia   | Salomea di Berg            |  |  |       |  |  |                          |  |  |                       |  |
| Elzbieta di Polonia        |                     | Miecislao III di Polonia   |                            |  |  |       |  |  |                          |  |  |                       |  |
|                            |                     | …                          | …                          |  |  |       |  |  |                          |  |  |                       |  |
|                            |                     | …                          | …                          |  |  |       |  |  |                          |  |  |                       |  |
|                            |                     | …                          | …                          |  |  |       |  |  |                          |  |  |                       |  |
|                            |                     | …                          |                            |  |  |       |  |  |                          |  |  |                       |  |